# Middle of the Night (Elley Duhé)
Middle of the Night è un singolo della cantante statunitense Elley Duhé, pubblicato il 10 gennaio 2020 come primo estratto dal primo album in studio Phoenix.

## Descrizione
Il brano riprende la composizione Asturias di Isaac Albéniz del 1892. Nonostante sia stato pubblicato originariamente nel 2020, è divenuto un successo soltanto nel 2022 quando è diventato popolare sulla piattaforma TikTok.

## Video musicale
Il lyric video è stato diretto da Ashley Monaé e pubblicato il 4 gennaio 2022, mentre il videoclip ufficiale è uscito il 5 maggio successivo con la regia di Loris Russier.

## Tracce
Testi e musiche di Elley Duhé, Andrew Wells e Samuel Elliot Roman.
1. Middle of the Night – 3:04

## Classifiche

### Classifiche settimanali
| Classifica (2022) | Posizione massima |
| ----------------- | ----------------- |
| Australia         | 25                |
| Austria           | 27                |
| Bielorussia       | 113               |
| Canada            | 43                |
| Bielorussia       | 17                |
| Finlandia         | 15                |
| Francia           | 20                |
| Germania          | 31                |
| Grecia            | 1                 |
| India             | 5                 |
| Irlanda           | 29                |
| Islanda           | 36                |
| Italia            | 88                |
| Lituania          | 5                 |
| Lussemburgo       | 7                 |
| Malaysia          | 11                |
| Norvegia          | 21                |
| Nuova Zelanda     | 16                |
| Paesi Bassi       | 63                |
| Portogallo        | 28                |
| Regno Unito       | 43                |
| Repubblica Ceca   | 19                |
| Romania           | 2                 |
| Russia            | 37                |
| Singapore         | 20                |
| Slovacchia        | 8                 |
| Stati Uniti       | 105               |
| Sudafrica         | 79                |
| Svezia            | 78                |
| Svizzera          | 15                |
| Turchia           | 22                |
| Ucraina           | 4                 |
| Ungheria          | 8                 |

### Classifiche di fine anno
| Classifica (2022) | Posizione |
| ----------------- | --------- |
| Australia         | 61        |
| Austria           | 57        |
| Francia           | 48        |
| Germania          | 50        |
| India             | 7         |
| Lituania          | 20        |
| Nuova Zelanda     | 46        |
| Russia            | 96        |
| Svizzera          | 32        |
| Ucraina           | 99        |
| Ungheria          | 34        |
| Classifica (2023) | Posizione |
| India             | 20        |
| Ucraina           | 34        |
| Classifica (2024) | Posizione |
| Ucraina           | 61        |